# Samotność w sieci (film)
Samotność w sieci (zapis stylizowany S@motność w sieci) – melodramat produkcji polskiej z 2006 roku, w reżyserii Witolda Adamka, na podstawie bestselerowej powieści Janusza Leona Wiśniewskiego Samotność w sieci.

## Fabuła
Samotność w sieci opisuje miłość dwójki Polaków, którzy prawie całą swoją znajomość ograniczają do kontaktów w Internecie. Jakub, ceniony na świecie genetyk, na stałe pracuje i mieszka w Niemczech. Któregoś dnia otrzymuje e-maila z wiadomością od kobiety, chcącej zwierzyć mu się ze swoich problemów. Ta niewinna wiadomość zapoczątkowuje ich znajomość i fascynację sobą nawzajem. Uczucie, którym się darzą, w pewnym momencie przeradza się w coś na miarę miłości przez Internet.
Akcja powieści widziana jest oczami dwóch osób: Jakuba i Ewy (w książce nie wiadomo, jak ma na imię bohaterka, mimo iż jest jedną z 2 głównych postaci).

## Obsada
- Ewa – Magdalena Cielecka
- Jakub L. Wysocki – Andrzej Chyra
- Ksiądz Andrzej – Paweł Kukiz
- Natalia – Agnieszka Grochowska
- Matka Natalii – Anna Dymna
- Iwona, przyjaciółka Ewy – Kinga Preis
- Marek, mąż Ewy – Szymon Bobrowski
- Klient Marka – Jan Englert
- Przyjaciel Jakuba – Jacek Borcuch
- Kobieta w Nowym Orleanie – Elżbieta Czyżewska
- Ginekolog – Maja Ostaszewska
- Lump na peronie – Janusz Leon Wiśniewski
- Jennifer – Violetta Kołakowska

oraz
- Jarosław Budnik – kolega Ewy z pracy
- Jerzy Gudejko – właściciel kawiarenki internetowej
- Małgorzata Socha
- Ilona Ostrowska
- Paweł Królikowski

i inni

## Ekipa
- Reżyseria – Witold Adamek
- Scenariusz – Janusz Leon Wiśniewski, Witold Adamek (na podstawie powieści Janusza Leona Wiśniewskiego Samotność w sieci)
- Muzyka – Ketil Bjornstad
- Zdjęcia – Witold Adamek
- Montaż – Milenia Fiedler
- Scenografia – Monika Sajko-Gradowska
- Kostiumy – Ewa Machulska
- Produkcja – Witold Adamek
- Producent wykonawczy – Andrzej Stempowski, Maria Blicharska

## Informacje dodatkowe
- Film był kręcony w Warszawie, Wrocławiu, Paryżu, Berlinie, Monachium i Nowym Orleanie, w którym ekipa jako pierwsza dostała pozwolenie na kręcenie po przejściu huraganu Katrina.